# Перенапруга

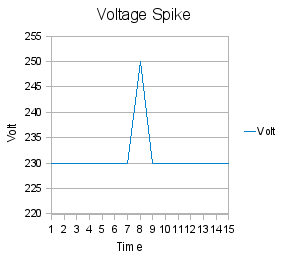
Сплеск напруги

Перенапру́га (в електротехніці) — короткочасне або тривале, небезпечне для електроізоляції підвищення електричної напруги в електроустановках (пристроях) або електричній мережі.

## Класифікація
Розрізняють перенапругу внутрішню (комутаційну) та зовнішню (грозову). Атмосферні перенапруги, поділяються на: наведені (індуковані), та виниклі під час прямого влучання блискавки.

## Причини
Внутрішня перенапруга зумовлюється дією внутрішніх електромагнітних полів у разі різкої зміни стану дії електроустановок (пристроїв), наприклад, різкого зниження навантаження або вимкнення струмів короткого замикання; під час перемикання (комутації) електричних кіл; проходженні електричних імпульсів та інше. Такі перенапруги, зазвичай, не є особливо небезпечними для ізоляції електроустановок, оскільки напруга у такому разі, не перевищує у 3,5 — 4,5 рази, номінальну (винятком є деякі побутові електронні прилади, які можуть вийти з ладу, за перевищення напруги від номінальної, на 15-20%). Значно більшу небезпеку для електрообладнання, являють атмосферні (зовнішні) перенапруги. Ці перенапруги не залежать від величини номінальної напруги установки і тим більш небезпечні, чим вона менша.  

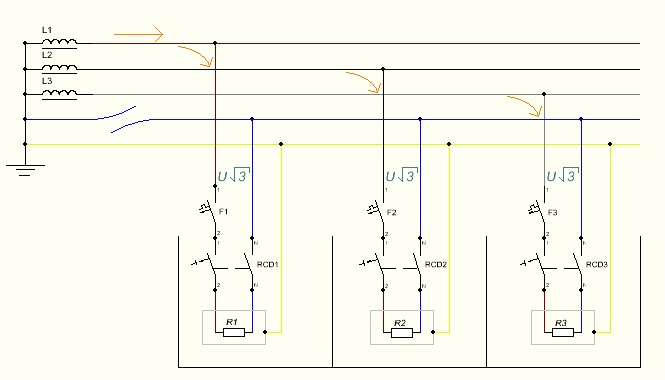
Вада 3-фазної електричної системи, з'єднаної зіркою. Якщо "нуль" розривається, пристрої невеликої потужності розраховані на 230 В, будуть пошкоджені (лінійною) напругою в 380 В.

Зовнішні перенапруги пов'язано з дією зовнішніх електромагнітних полів під час розряду блискавки крізь струмопровідні частини установок або розряді її на землю поблизу установки (наведені атмосферні перенапруги). Індуковані перенапруги, утворюються через стікання зарядів, які накопичилися на електрообладнанні під час найдужчого сплеску блискавки. Найбільший струм розряду грозових хмар на заземлені споруди або на землю, зазвичай складає 10—25 кА, а в окремих випадках, може досягати 200—250 кА. Вважається, що найбільшу небезпеку, наведені перенапруги, становлять для установок номінальною напругою не більше 35 кВ. Під час прямого удару блискавки у лінію електропередачі або підстанцію, крізь пошкоджений об'єкт, протікає струм до 250 кА, котрий супроводжується перенапругами, які можуть перевищувати номінальну напругу установки у декілька десятків разів. Це може викликати перекриття або пробій їх ізоляції. Перенапруги, враховують під час проєктування захисту електричної мережі.

## Захист від перенапруг
Для захисту від внутрішньої перенапруги застосовують іскрові розрядники, вимикачі з додатковим електричним опором тощо. Зовнішньої перенапруги уникають, вдаючись до заземлення та блискавкозахисту. У побуті, застосовуються обмежувачі перенапруг, стабілізатори, реле контролю напруги, мережеві фільтри, джерела безперервного живлення, тощо. У галузі телекомунікацій, захистом є, використання супресорних діодів і газорозрядників, у сучасних електронних пристроях — супресорні діоди, варистори або захисні діоди, а також шумопридушувальні конденсатори.